# JK Tallinna Kalev
JK Tallinna Kalev är en estländsk fotbollsklubb från Tallinn. Klubben grundades 1911 och återupprättades 2002. 2009 halkade klubben ur den högsta estniska ligan Meistriliiga. Hemmaarenan är Kalevi Keskstaadion i Tallinn, som rymmer 12000 åskådare. 

## Placering tidigare säsonger
| Säsong | Nivå | Liga         | Placering | Referens | Notering                      |
| ------ | ---- | ------------ | --------- | -------- | ----------------------------- |
| 2010   | 2    | Esiliiga     | 5         | [ 1 ]    |                               |
| 2011   | 2    | Esiliiga     | 1         | [ 2 ]    | Uppflyttad till Meistriliiga  |
| 2012   | 1    | Meistriliiga | 9         | [ 3 ]    |                               |
| 2013   | 1    | Meistriliiga | 8         | [ 4 ]    |                               |
| 2014   | 1    | Meistriliiga | 10        | [ 5 ]    | Nedflyttad till Esiliiga 2015 |
| 2015   | 2    | Esiliiga     | 6         | [ 6 ]    |                               |
| 2016   | 2    | Esiliiga     | 7         | [ 7 ]    |                               |
| 2017   | 2    | Esiliiga     | 2         | [ 8 ]    | Uppflyttad till Meistriliiga  |
| 2018   | 1    | Meistriliiga | 8         | [ 9 ]    |                               |
| 2019   | 1    | Meistriliiga | 8         | [ 10 ]   |                               |
| 2020   | 1    | Meistriliiga | 10        |          | Nedflyttad till Esiliiga      |
| 2021   | 2    | Esiliiga     | 2         | [ 12 ]   | Uppflyttad till Meistriliiga  |
| 2022   | 1    | Meistriliiga | 8         | [ 13 ]   |                               |
| 2023   | 1    | Meistriliiga | 3         | [ 14 ]   |                               |
| 2024   | 1    | Meistriliiga | 9         | [ 15 ]   |                               |

## Kända före detta spelare
- Liivo Leetma
- Raivo Nõmmik
- Kaimar Saag
- Ats Purje